# Mulgrave River
Mulgrave River är ett vattendrag i Australien. Det ligger i delstaten Queensland, omkring 1 400 kilometer nordväst om delstatshuvudstaden Brisbane.
Tropiskt monsunklimat råder i trakten. Genomsnittlig årsnederbörd är 3 170 millimeter. Den regnigaste månaden är mars, med i genomsnitt 674 mm nederbörd, och den torraste är oktober, med 52 mm nederbörd.